# Resolução 268 do Conselho de Segurança das Nações Unidas
A Resolução 268 do Conselho de Segurança das Nações Unidas aprovada em 28 de julho de 1969, depois de ouvir as declarações das partes envolvidas, o Conselho condenou fortemente Portugal por ataques em Katete, no leste da Zâmbia. O Conselho exortou Portugal a desistir de violar a integridade territorial e de realizar ataques não provocados contra a Zâmbia. O Conselho exigiu que os militares portugueses devolvessem todos os civis sequestrados e todas as propriedades tomadas declarando que se Portugal não cumprisse, eles se reuniriam para considerar outras medidas.

A Resolução foi aprovada por 11 votos a favor, enquanto a França, Espanha, Reino Unido e os Estados Unidos se abstiveram.